# 연구개 설측 접근음
연구개 설측 접근음은 자음의 종류 중 하나다. 극소수의 언어에서만 쓰인다. 국제 음성 기호에서는 이 소리를 ʟ로 나타낸다.

## 발음의 예
- 남부 미국 영어: 연구개음 앞 또는 뒤의 l에서 이 소리가 난다.
- 히우어: r̄에서 이 소리가 나며 실제로는 선파열음화가 된 상태(/ɡʟ/)로 발음된다.

## 같이 보기
- 무성 연구개 설측 접근음
- 치경 연구개 설측 접근음